# Samuel Widdowson
Samuel Widdowson (* 16. April 1851 in Hucknall, Nottinghamshire; † 9. Mai 1927 in Beeston, Nottinghamshire) war ein englischer Fußballspieler und -funktionär.

## Laufbahn
Widdowson spielte für Nottingham Forest, deren Vorsitzender er zwischen 1879 und 1884 war. Am 13. August 1880 spielte er gegen Schottland sein einziges Länderspiel für England.
Widdowson hat einige Neuerungen im Fußball eingeführt. 1874 erfand er den Schienbeinschoner, als er aus der Cricketschutzkleidung entsprechende Teil zurechtschnitt und außerhalb der Stutzen trug. Im selben Jahr ließ er das Patent eintragen. Außerdem gab er den Anstoß für die Schiedsrichterpfeife (vorher nutzte der Schiedsrichter Flaggensignale), Tornetze und Flutlicht. Seine Idee für Gaslampen als Flutlicht konnte sich jedoch wegen Sicherheitsbedenken und dem Mangel an Gas nicht durchsetzen.